# ФК Атланта јунајтед
Атланта јунајтед (енгл. Atlanta United FC) је амерички фудбалски клуб из Атланте, Џорџија. Наступа у Источној конференцији МЛС лиге. 